# Jagrehnia invisa
Jagrehnia invisa är en kackerlacksart som först beskrevs av Rehn, J. A. G. 1937.  Jagrehnia invisa ingår i släktet Jagrehnia och familjen jättekackerlackor.

## Underarter
Arten delas in i följande underarter:
- J. i. invisa
- J. i. circumdata